# Tell Sabi Abyad
Koordinaten: 36° 30′ 13″ N, 39° 5′ 34,5″ O
Der Tell Sabi Abyad (arabisch تل صبي أبيض; „Hügel des weißen Jungen“) ist eine historische Siedlungsstätte im Belich-Tal in Nordsyrien nahe bei dem modernen Dorf Hammam et-Turkman, rund 30 km von der Grenze zur Türkei entfernt. Der mittelgroße Tell beherbergte während des späten Neolithikums, etwa vom späten 8. bis zum frühen 6. Jahrtausend v. Chr., und der Halaf-Zeit ein reiches Dorf. In der späten Bronzezeit befand sich auf dem Tell ein befestigter Landsitz im Rang eines mittelassyrischen Verwaltungszentrums.

## Beschreibung
Tell Sabi Abyad ist eine Gruppe von vier nahe beieinander liegenden Hügeln (I – IV), die auf einer annähernd nord-südwärts verlaufenden Linie stehen. Der Haupthügel (I) erhebt sich fünf bis zehn Meter über die weite Ebene des fruchtbaren Belich-Tals und bedeckt vier bis fünf Hektar. Von den drei kleineren Hügeln, deren Besiedlung gegen 6800 v. Chr. aufgegeben wurde, ist einer mit einem modernen Friedhof bedeckt und kann daher nicht archäologisch erforscht werden. Die Hügel I bis III werden seit 1986 unter der Leitung von Peter Akkermans, Universität Leiden, erforscht.

## Stratigraphie Tell Sabi Abyad I
In den Grabungskampagnen von 1986 bis 1992 konnten auf dem südöstlichen Teil von Sabi Abyad I elf Bebauungs- und Siedlungsschichten unterschieden werden. Die Schichten 11 bis 7 wurden nur in einem Teil des Areals erreicht, darunter war der gewachsene Boden auf einer Höhe von vier Metern unter den heutigen Feldern um den Tell. Sedimente, die durch Windeintrag oder Überflutungen des Belich im Laufe der Jahrtausende abgelagert wurden, haben die Landschaft verändert und möglicherweise weitere Siedlungsteile begraben.
In der untersten Siedlungsschicht (11) wurde Keramik mit einfachen Öffnungen ohne Hals („hole mouth“) gefunden, wie sie von den nahe gelegenen Siedlungen Tell Assouad und Tell Damishliyya bekannt waren, die beide etwa um 5800/5700 v. Chr. verlassen wurden. Möglicherweise war auch Sabi Abyad um diese Zeit 200 bis 300 Jahre unbesiedelt, denn die darüber liegende Schicht 10 zeigte völlig andere Keramik.
Nach der Einteilung für die Belich-Region wird die Siedlungsphase 11 zur ‚Balikh IIA’ (um 5700 v. Chr.) gerechnet, die Phasen 10 bis 7 gehören zur ‚Balikh IIC’ (um 5500–5200 v. Chr.), die Schichten 6 bis 4 sind Teil von ‚Balikh IIIA’ (Übergangsperiode, 5200–5100 v. Chr.) und die jüngsten Schichten 3 bis 1 repräsentieren ‚Balikh IIIB’ (Frühe Halaf-Zeit, 5100–5000 v. Chr.). Auf dem Tell Sabi Abyad I konnte somit eine weitgehend kontinuierliche Besiedlung im 6. Jahrtausend v. Chr. nachgewiesen werden. Damit ist er ein wichtiger Forschungsplatz für die Übergangszeit vom keramischen Neolithikum bis in die Halaf-Zeit.
Nach 5000 v. Chr. war der Tell lange Zeit unbesiedelt. Erst in der Spätbronzezeit trug die Kuppe des Hügels eine Festung mit einem mittelassyrischen Verwaltungszentrum.

## Das verbrannte Dorf
In Siedlungsschicht 6 wurde ein Dorf freigelegt, das durch ein heftiges Feuer um 5200 v. Chr. zerstört worden war und in dem tausende von Kleinfunden geborgen werden konnten. Die acht großen Gebäude enthielten jeweils zahlreiche rechteckige Räume. Daneben gab es vier größere runde Strukturen und mehrere Öfen in und zwischen den Häusern. Die durch das Feuer gut konservierten Mauern standen teilweise bis zu 1,40 Meter hoch an. Auf der freigelegten Fläche von etwa 800 Quadratmetern zeigte sich, dass das verbrannte Dorf auf zwei Terrassen angelegt war. Die Häuser am Hang standen rund zwei Meter tiefer als die Gebäude weiter oben auf dem Hügel. Folglich war der Fußboden der oberen Häuser etwa auf der gleichen Ebene wie die Dächer der unteren. Viele Funde deuten darauf hin, dass auf den Dächern zahlreiche Aktivitäten stattfanden.
Die Fläche der dicht aneinander gebauten Häuser variiert zwischen 90 und 120 Quadratmetern. Einige haben 15 oder mehr Räume, alle sehr klein mit Flächen von drei bis fünf Quadratmetern. Die meist 40 cm breiten Mauern waren einfach auf der Erde gegründet, aus Stampflehm errichtet und in der Regel mit Lehm verputzt. Die Räume waren teilweise durch Türöffnungen verbunden. Häufig fehlten diese aber, so dass ein Zugang über das Dach erfolgen musste. In den Räumen lagen jeweils eine dicke Schicht Asche, orange-brauner krümeliger Lehm, Mauerbrocken und verkohlte Holzreste. Das häufige Auftreten von verkohlten Balken und hart gebrannten Lehmfragmenten mit Eindrücken von Röhrichtstängeln und runden Holzstangen weist auf die Bauweise der Dächer hin: Es wurden jeweils in bestimmten Abständen Holzstangen von einer Mauerkrone zur anderen gelegt, darüber kamen Schilfmatten, die mit einer dicken Lehmschicht abgedichtet wurden.
Bei den sehr kleinflächigen Räumen handelte es sich zum großen Teil um Vorratsräume oder auch Getreidesilos. Ein Raum war noch kniehoch mit verkohlten Körnern gefüllt. In anderen fand man Vorratsgefäße, Reste von Körben und viele Siegelabdrücke, die als Verschluss gedient hatten.
Bei zahlreichen Räumen konnte anhand des Inventars auf ihre Nutzung geschlossen werden. So wiesen Reibsteine und Keramik auf die Zubereitung von Nahrungsmitteln hin. Ein aufgrund der Funde als Archiv bezeichneter Raum enthielt dagegen hunderte von kleinen Objekten wie Keramik, Steinschalen und -äxte, Knochengerätschaften und männliche wie weibliche Tonfigurinen. Besonders erstaunlich waren die über 150 Tonsiegel mit Stempelabdrücken und die kleinen Zählsteine (token), die auf ein sehr frühes, gut entwickeltes Registrierungs- und Verwaltungssystem hinwiesen.

### Keramik mit Bitumen-Dekor
Im „verbrannten Dorf“ wurde reichlich Keramik aufgefunden, die mit eigenartigen schwarzen Strichen verziert war. Diese Dekoration bestand aus Bitumen, das direkt nach dem Brennen auf die Keramik aufgetragen wurde. Chemisch-analytische Untersuchungen und Vergleiche mit Bitumen aus den nächstliegenden Vorkommen ergaben, dass dieses Rohmaterial aus Zakho oder Kirkuk im heutigen Irak stammte. Die neolithischen Bewohner des Tell Sabi Abyad unterhielten also Handelsbeziehungen über zumindest 500 Kilometer nach Osten.

## Frühe Halaf-Zeit
Die erste Siedlung der frühen Halaf-Zeit (Balikh IIIB) wird auf Tell Sabi Abyad als Schicht 3 bezeichnet. Ihrer Erbauung ging eine Nivellierung der höheren Terrasse voraus, so dass sie in weiten Bereichen direkt auf die Schicht 6 des verbrannten Dorfes folgt, da die Architektur der Siedlungsphasen 4 und 5 an diesen Stellen nicht erhalten ist.
Die Siedlung wird auf 5100–5050 v. Chr. datiert und in drei Bauphasen unterteilt. Zuerst entstand eine eindrucksvolle Steinmauer. Diese wurde später in ein großes mehrräumiges Gebäude einbezogen. Im dritten Bauabschnitt wurde weiter südlich ein weiteres Gebäude errichtet. Die weitgehend gut erhaltene Siedlungsschicht 3 mit Mauern von bis 1,5 Metern erhaltener Höhe wurde auf einer Fläche von etwa 875 Quadratmetern freigelegt.

## Abgebranntes Vorratsgebäude
Ältere Siedlungsphasen als im Südosten wurden im Grabungsareal an der Nordostseite des Haupthügels erreicht. Dort wurde 2003/04 ein abgebranntes Vorratshaus ausgegraben, das anhand von Radiokarbonproben auf etwa 6100 v. Chr. datiert wird. Es ist im Grundriss T-förmig mit drei nebeneinander liegenden Räumen, die senkrecht auf einen Langraum zu laufen. Die Stampflehmmauern stehen mehr als einen Meter hoch an und weisen keine Durchgänge oder Türen auf. Der Zugang zu den Räumen muss daher über das Dach oder Öffnungen im höheren Teil der Wände erfolgt sein. Die Mauerstärke lässt auf ein zweites Stockwerk schließen. Auch dass in den Räumen viele Artefakte nicht auf Fußbodenniveau, sondern höher zwischen den Resten von kollabierten Wänden und verkohlten Balken gefunden wurden, deutet auf eine zweite Etage oder zumindest auf ein bewohntes offenes Dachgeschoss hin.
In einem Raum lag auf dem Fußbodenniveau das Skelett einer jungen Frau als seitliche Hockerbestattung. Sie hatte als einzige Beigabe einen halben Keulenkopf unter einer Hand. Der Keulenkopf als Statussymbol und die Lage nicht unter, sondern auf dem Fußboden geben Anlass, der Frau eine besondere Bedeutung in ihrem sozialen Umfeld zuzuschreiben.
Die Räume des Hauses enthielten sehr viele Kleinfunde. Bemerkenswert ist die große Anzahl von Mörsern und Stößeln aus Basalt und anderen Gesteinsarten, die nicht lokal vorkommen. Das nächste Basaltvorkommen liegt etwa 100 Kilometer entfernt in der heutigen Osttürkei. Es waren also wertvolle Geräte, die in so großer Zahl mit dem Haus verloren gingen.
Für die Deutung als Vorratshaus sprechen neben den fehlenden Außentüren eine enorme Menge an Siegelabdrücken in Lehm, die Waren kennzeichneten, und Zählsteinchen, die für die Buchhaltung Bedeutung hatten.

## Bronzezeitliche Festung
Nach einer langen Siedlungspause wurden in der Spätbronzezeit wieder Gebäude errichtet. Auf dem höchsten Teil von Sabi Abyad I wurde eine mittelassyrische Festung (Dunnu) ausgegraben. Sie misst 60 mal 60 Meter und war von einem quadratischen Graben von etwa 80 Metern Seitenlänge umgeben. Ein großer Turm gehört zu den ältesten Teilen, die in die Mittani-Zeit (ca. 1300–1230 v. Chr.) datiert werden. Die Assyrer befestigten den Platz zwischen 1230 und 1197 v. Chr. und legten den Graben an. Die nächsthöhere Schicht, die auf 1196–1183 v. Chr. datiert wurde, zeigte eine allmähliche Verfüllung des Grabens mit Siedlungsabfällen und Umbauten in den Gebäuden. Am Ende dieser Phase scheint der Dunnu aufgegeben und teilweise zerstört worden zu sein. Dabei blieben Tausende von Artefakten in situ liegen – Keramik, Reibsteine, Siegel und Siegelabdrücke, über 400 Keilschrifttafeln und daneben Installationen wie Öfen und Silos.
Die Keilschrifttafeln geben Auskunft über Verwaltung und Handel der assyrischen Festung in offiziellen und privaten Briefen. Sie beziehen sich auf eine Reihe hochrangiger Assyrer, die in Sabi Abyad lebten und arbeiteten. Dabei zeigen sich die verschiedenen Aspekte der Festung: ein militärischer Außenposten, ein administratives Zentrum und ein Stützpunkt auf dem Handelsweg von Karkemisch nach Assur.
Für die meiste Zeit seines Lebens war die Festung in der Hand von Ilī-padâ, Großwesir von Assyrien, Vizekönig von Hanilgabat und Mitglied einer prominenten Familie, die mit dem Königshaus verwandt war. Die Festung war Ilī-padâs Landsitz, von dem aus er eine große Landwirtschaft verwaltete. Es tauchten auch Texte auf, die sich auf seinen Vater Aššur-iddin beziehen, was vermuten lässt, dass es sich bei dem befestigten Landsitz um einen Familienbesitz handelte, der die finanzielle Grundlage für eine Hofhaltung in der Hauptstadt bot.

## Sabi Abyad II und III
Der kleinere Hügel Sabi Abyad II war während des Präkeramischen Neolithikums etwa von 7550 bis 6850 v. Chr. besiedelt. Der Hügel misst an der Basis ca. 123 × 76 Meter und erhebt sich 4,5 Meter über die Umgebung. Von der Oberfläche bis zum gewachsenen Boden wurden acht Siedlungsschichten differenziert, wovon die jüngste, oberste bereits ins Keramische Neolithikum reicht. Die Schichten 2–8 weisen unterschiedliche Architektur mit Wänden aus Stampflehm auf. Neben zahlreichen Flint-Artefakten aus vorwiegend lokalem Rohmaterial wurde eine noch höhere Anzahl von Obsidian-Objekten gefunden, deren Ausgangsmaterial aus der vulkanischen Region um Bingöl westlich des Vansees stammen könnte. Es ist unklar, ob die bereits fertigen Klingen importiert wurden.
2010 wurden auch auf dem dritten Hügel Sabi Abyad III Ausgrabungen vorgenommen.
2014 musste das Grabungsteam unter der Leitung von Peter Akkermans feststellen, dass Grabungsstätte und deren Depots im syrischen Bürgerkrieg geplündert wurden.

## Scanning for Syria Projekt (2017–2018)
Das Museum in ar-Raqqa hatte eine Vielzahl von Tontafeln mit Keilschrift, die von Archäologen der Universität Leiden am Fort ausgegraben und davon Gussformen aus Silikon erstellt haben. Mit den Formen sollten Abgüsse zur späteren und genaueren Erforschung in den Niederlanden geschaffen werden. Durch die Plünderungen des Museums wurden die Abgußformen die einzigen Textzeugen aus dem 12. Jhdt. Da die Formen eine Lebensdauer von höchstens dreißig Jahren haben, entstand das Scanning for Syria (SfS) Projekt zu deren Digitalisierung. an der Universität Leiden und der TU Delft initiiert im Rahmen des Leiden-Delft-Erasmus Centre for Global Heritage and Development. Es konnte eine Finanzierung durch das NWO–KIEM Creatieve Industrie Programm gewonnen werden. In weiterer Zusammenarbeit mit der KU Leuven und der Universität Heidelberg wurden verschiedene Verfahren zur 3D-Vermessung der fragilen und detaillierten Abgußformen getestet. Letztendlich viel die Wahl auf einen Micro-CT-Scanner der TU Delft aus dem Fachbereich Geoscience and Engineering, der einen guten Kompromiss aus Effizienz und Präzision und der damit verbundenen Möglichkeit zur Textrekonstruktion, gewählt. Die Extraktion der Texte wurde mit dem Heidelberger Forensic Computational Geometry Laboratory und dem GigaMesh Software Framework durchgeführt. Daraus konnten mit minimalen Zeitaufwand 3D-Modelle und hoch-aufgelöste Bilder in Publikationsqualität erstellt werden, die den händischen Umzeichnungen entsprechen. Zusätzliche 3D-Drucke werden in der Lehre in der Assyriologie eingesetzt. Weitere 3D-Replikate vermitteln die Genialität der Keilschrift den Besucher des Rijksmuseum van Oudheden. Im Mai 2020 gewann das Projekt den European Heritage Award der Europa Nostra im Bereich Forschung. Der Preis wurde dem früh verstorbenen Olivier Nieuwenhuyse gewidmet.

## Anmerkung
Das heutige Gebiet um Tell Sabi Abyad wird seit Juli 2015 von den kurdischen Volksverteidigungseinheiten YPG kontrolliert. Nach Mitteilung des Tell Sabi Abyad-Projekts wurde die Fundstätte geplündert und zeigt auf Satellitenbildern schwere Zerstörungen.